# Skralde (mekanik)
|  | For andre betydninger, se Skralde |
En skralde er en spærrefunktion til f.eks. et spil ved at en klinke lægger an mod et tandhjul, så dette kun kan dreje den ene vej.